# Vụ Rách Lớn
Trong vũ trụ học vật lý, Big Rip hay Big Crack, Vụ Rách Lớn, Vụ Xé Toạc Lớn là một mô hình vũ trụ dự đoán liên quan đến số phận cuối cùng của vũ trụ, trong đó vật chất của vũ trụ, từ các ngôi sao và thiên hà đến các nguyên tử và các hạt hạ nguyên tử, và thậm chí là không-thời gian, bị phá hủy dần dần bởi sự giãn nở của vũ trụ tại một thời điểm nhất định trong tương lai. Theo mô hình chuẩn của vũ trụ học, yếu tố quy mô của vũ trụ được biết là đang tăng tốc và, trong thời đại tương lai của sự thống trị không gian vũ trụ, sẽ tăng theo cấp số nhân. Tuy nhiên, việc mở rộng này tương tự nhau cho mọi thời điểm (do đó, luật hàm mũ - việc mở rộng âm lượng cục bộ có cùng số lần trong cùng một khoảng thời gian) và được đặc trưng bởi hằng số Hubble nhỏ không thay đổi, bị bỏ qua một cách hiệu quả bất kỳ cấu trúc vật liệu ràng buộc. Ngược lại trong kịch bản Big Rip, hằng số Hubble tăng lên đến giá trị vô cùng trong một thời gian hữu hạn.
Khả năng điểm kỳ dị xé toạc ra đột ngột chỉ xảy ra đối với vật chất giả thuyết (năng lượng ảo) với các tính chất vật lý không thể tin được.

## Tổng quan
Giả thuyết dựa chủ yếu vào loại năng lượng tối trong vũ trụ. Loại có thể gây ra giả thuyết này là một dạng năng lượng tối không ngừng tăng lên. Nếu năng lượng tối trong vũ trụ tăng lên không giới hạn, nó có thể vượt qua tất cả các lực giữ vũ trụ lại với nhau. Giá trị chính là phương trình của tham số trạng thái w, tỷ lệ giữa áp suất năng lượng tối và mật độ năng lượng của nó. Nếu w < −1, năng lượng chân không động này được gọi là năng lượng ảo, một hình thức cực trị tinh túy.

### Sự giãn nở
Một vũ trụ bị chi phối bởi năng lượng ma là một vũ trụ đang tăng tốc, mở rộng với tốc độ ngày càng tăng. Tuy nhiên, điều này ngụ ý rằng kích thước của vũ trụ quan sát được liên tục thu hẹp; khoảng cách đến rìa của vũ trụ quan sát được đang di chuyển ra xa với tốc độ ánh sáng từ bất kỳ điểm nào di chuyển ngày càng gần hơn. Khi kích thước của vũ trụ quan sát trở nên nhỏ hơn bất kỳ cấu trúc cụ thể nào, không có sự tương tác của bất kỳ lực cơ bản nào có thể xảy ra giữa các phần xa nhất của cấu trúc. Khi các tương tác này trở nên không thể, cấu trúc bị "xé toạc". Mô hình ngụ ý rằng sau một thời gian hữu hạn sẽ có một điểm kỳ dị cuối cùng, được gọi là "Big Rip", trong đó tất cả các khoảng cách đều chuyển hướng đến các giá trị vô cùng.
Các tác giả của giả thuyết này, dẫn đầu bởi Robert R. Caldwell thuộc Đại học Dartmouth, tính toán thời gian từ hiện tại đến cuối vũ trụ như chúng ta biết đối với dạng năng lượng này.
{\displaystyle t_{\mathrm {rip} }-t_{0}\approx {\frac {2}{3|1+w|H_{0}{\sqrt {1-\Omega _{\mathrm {m} }}}}}}
Trong đó w đã được định nghĩa ở trên, H0 là hằng số của Hubble và Ω m là giá trị hiện tại của mật độ của tất cả các vật chất trong vũ trụ.

## Ví dụ của tác giả
Trong bài báo của họ, các tác giả xem xét một ví dụ giả thuyết với w = −1,5, H0 = 70 km/s/Mpc và Ω m = 0,3, trong trường hợp đó, Big Rip sẽ xảy ra khoảng 22 tỷ năm kể từ hiện tại.
Cho w = -1,5, các thiên hà trước tiên sẽ được tách ra khỏi nhau. Khoảng 60 triệu năm trước Big Rip, lực hấp dẫn sẽ quá yếu để giữ dải Ngân hà và các thiên hà riêng lẻ khác cùng nhau. Các thiên hà sẽ bị phá hủy khi các ngôi sao tách khỏi lỗ đen chính. Khoảng ba tháng trước Big Rip, Hệ mặt trời (hoặc các hệ thống tương tự như của chúng ta tại thời điểm này, vì số phận của Hệ mặt trời 22 tỷ năm trong tương lai là đáng nghi ngờ) sẽ không bị ràng buộc về mặt hấp dẫn. Các hành tinh sẽ được tách ra khỏi quỹ đạo của ngôi sao. Trong những phút cuối cùng, các ngôi sao và hành tinh sẽ bị xé toạc và một khoảng thời gian cực kỳ ngắn trước Big Rip, các nguyên tử sẽ bị phá hủy. Tại thời điểm Big Rip xảy ra, ngay cả chính không thời gian cũng sẽ bị xé toạc và hệ số tỷ lệ sẽ là vô cùng.

## Vũ trụ quan sát
Bằng chứng chỉ ra rằng w rất gần với −1 trong vũ trụ của chúng ta, điều này làm cho w trở thành giá trị thống trị trong phương trình. Các địa điểm gần đó w là -1, gần hơn mẫu số là giá trị không và tiếp tục Big Rip là trong tương lai. Nếu w là chính xác bằng -1, Big Rip không thể xảy ra, không phụ thuộc vào giá trị của H 0 hay Ω m.
Theo số liệu vũ trụ mới nhất hiện có, sự không chắc chắn vẫn còn quá lớn để phân biệt giữa ba trường hợp w < 1, w  = −1 và w > −1.